# Neotrichura nigripes
Neotrichura nigripes là một loài bướm đêm thuộc phân họ Arctiinae, họ Erebidae.